# Julius Fromm

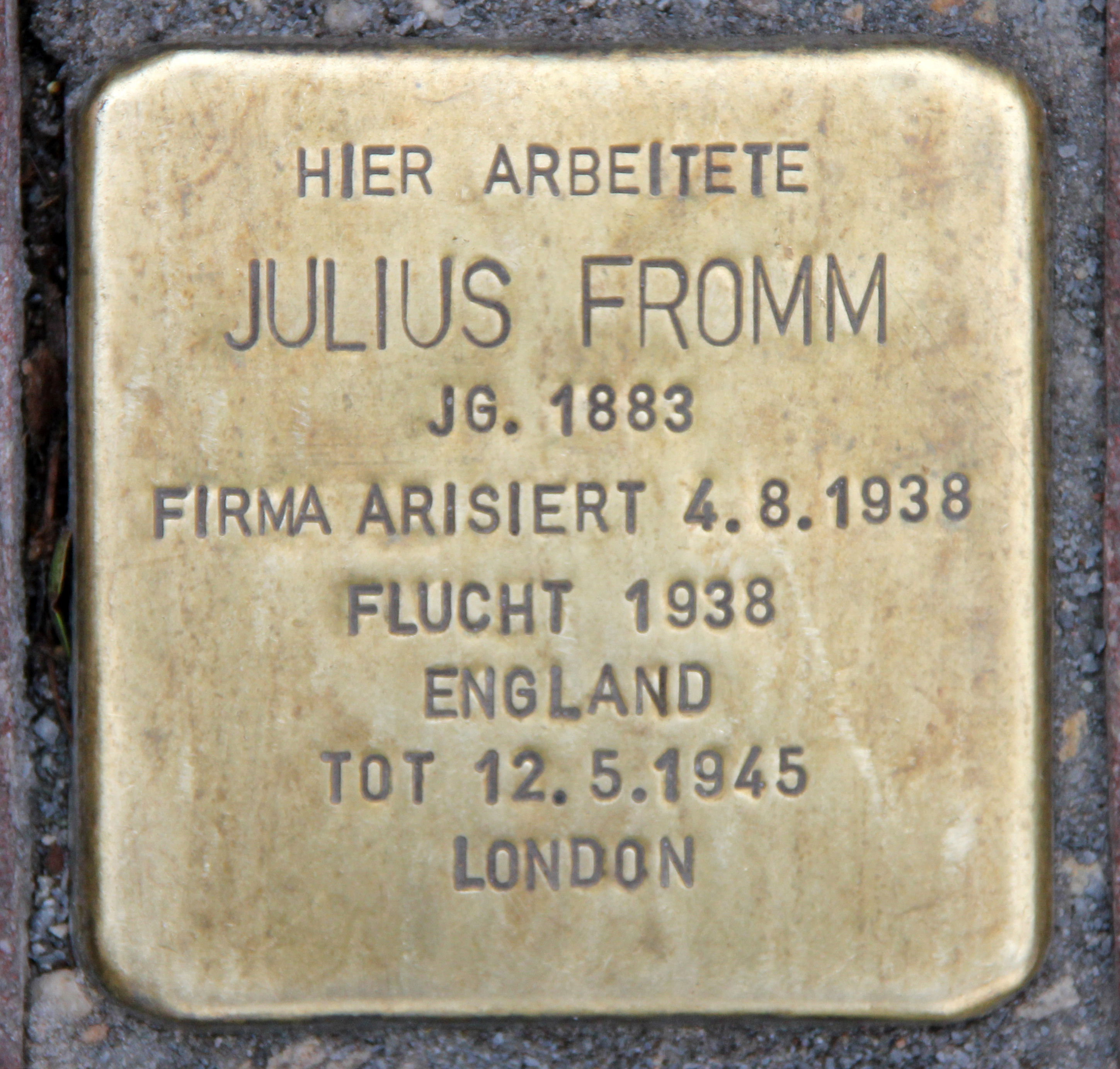
Stolperstein, Friedrichshagener Straße 38, in Berlin-Köpenick

Julius Fromm (* 4. März 1883 in Konin; † 12. Mai 1945 in London, Geburtsname: Israel Fromm) war ein Gummifabrikant im Deutschen Reich. Er brachte 1916 unter dem Firmennamen Fromms Act das weltweit erste Kondom ohne störende Naht, genannt Fromms, auf den Markt.

## Leben

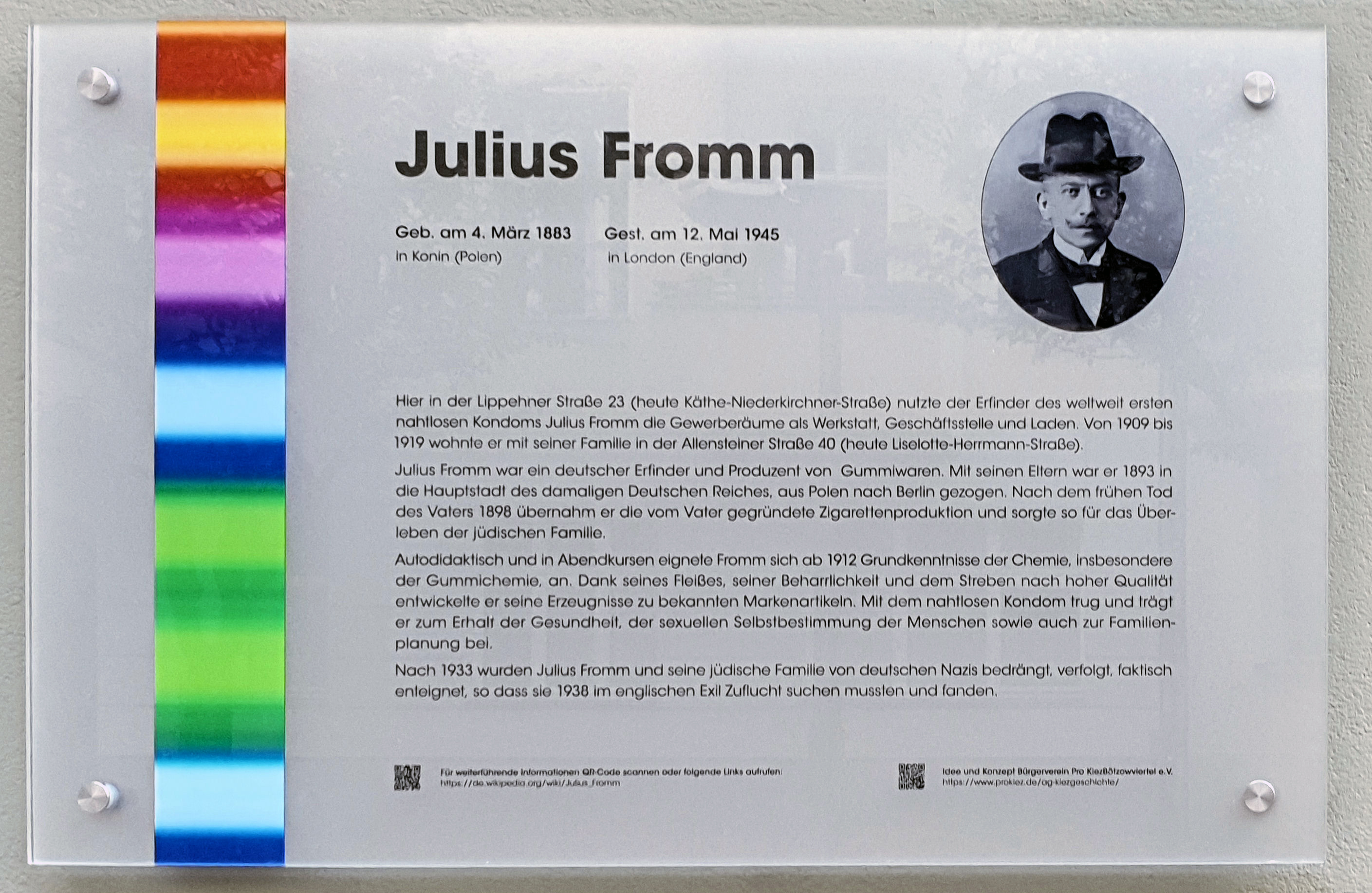
Gedenktafel am Haus, Käthe-Niederkirchner-Straße 23, in Berlin-Prenzlauer Berg

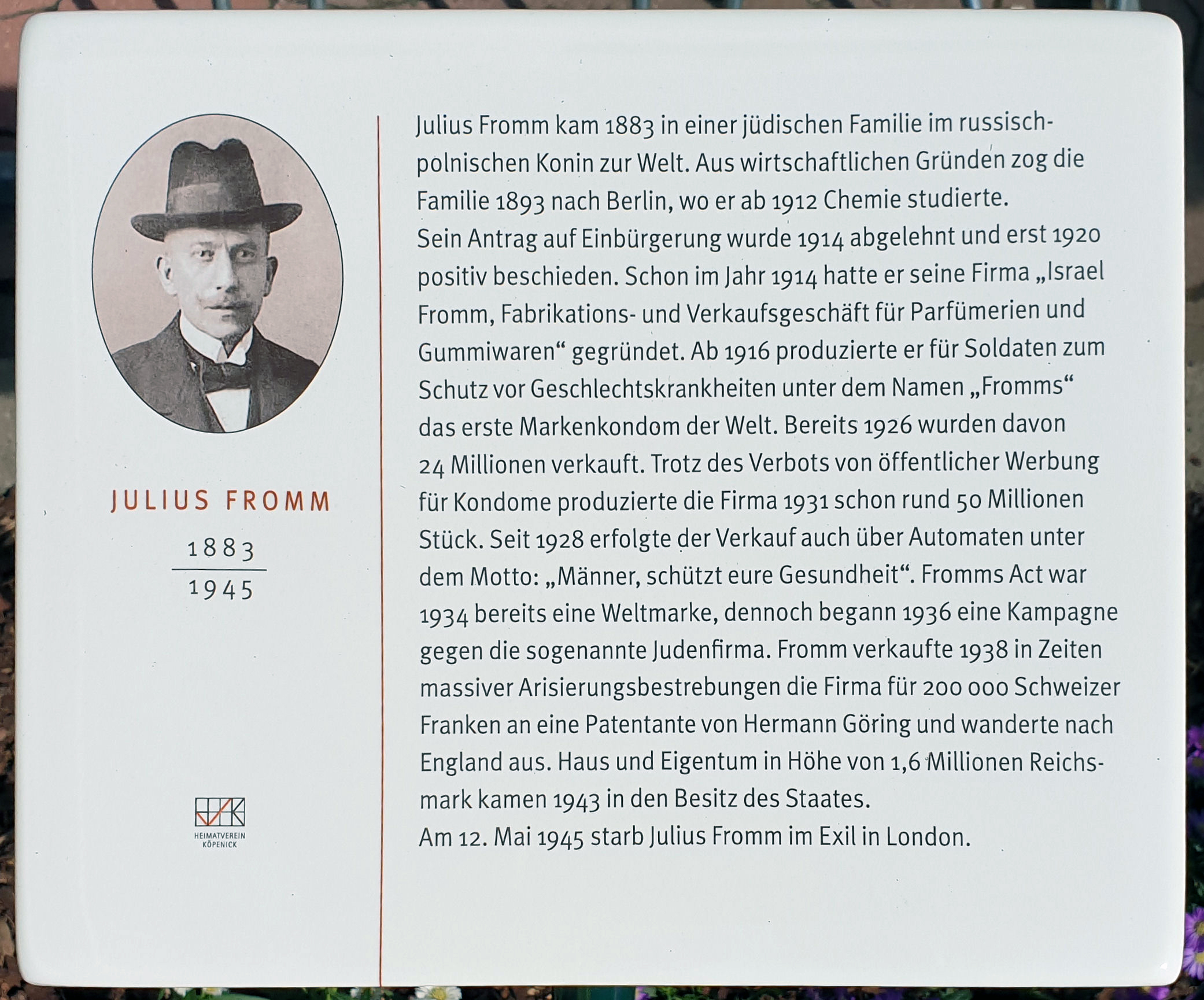
Gedenktafel in der Friedrichshagener Straße 38, in Berlin-Köpenick

Julius Fromm war das zweite Kind einer armen ostjüdischen Familie aus dem damals zum Russischen Reich gehörenden Teil Polens. Seine Eltern lebten im Schtetl, dem jüdischen Armenviertel, das zur Kleinstadt Konin, 120 Kilometer östlich von Posen, gehörte. Wegen der Armut und Perspektivlosigkeit wanderte die Familie 1893 in die deutsche Hauptstadt Berlin aus, lebte im Scheunenviertel in Berlin-Mitte nahe dem Alexanderplatz und bestritt ihren Lebensunterhalt mit Heimarbeit durch Herstellung und Verkauf von Zigaretten. Neben seiner Arbeit als Zigarettenverkäufer studierte Julius in Abendkursen Chemie. 1906 heiratete er seine bereits schwangere Verlobte. 1907 zog die Familie in das Bötzowviertel, in die Allensteiner Straße 40 (seit 1974 Liselotte-Herrmann-Straße). In eine benachbarte Wohnung zogen seine Mutter und die jüngeren Geschwister. Insgesamt hatte das Paar drei Söhne.
Nach dem frühen Tod seiner Eltern übernahm Fromm 1912 die Verantwortung für seine sechs jüngeren Geschwister und machte sich selbstständig. 1914 gründete er die Einmann-Firma Israel Fromm, Fabrikations- und Verkaufsgeschäft für Parfümerien und Gummiwaren in der Lippehner Straße 23 (seit 1974 Käthe-Niederkirchner-Straße). Seitdem bezeichnete er sich als Kaufmann. Zugleich experimentierte Fromm mit Gummi und erfand das transparente und nahtlose Kondom aus Naturkautschuk, bei dem ein Glaskolben in eine Rohgummilösung getaucht wurde und dann unter Schwefeldämpfen vulkanisierte. Als Ein-Mann-Unternehmen stellte er es anfangs her und vertrieb es, wie damals üblich, über den Drogeriehandel. 1916 brachte er mit seiner nun Fromms Act, Spezialfabrik nahtloser Gummiwaren genannten Firma sein erstes Markenkondom unter dem Namen Fromms Act (Schutzmarke) auf den Markt.
Nachdem die Ladenwohnung im Bötzowviertel als Produktionsstätte zu eng wurde, mietete er von 1917 bis 1922 in einem Gewerbehof in der Elisabethstraße 28/29 in Berlin-Mitte Räume für seine Firma Fabrikations- und Verkaufsgeschäft für Parfümerie und Gummiwaren.
Die damals gebräuchlichen Kondomarten, meist aus Tierdärmen, Fischblasen oder Gummiprodukten genäht, waren unbeliebt, fanden jedoch Verwendung, um sich vor der gefürchteten Syphilis und anderen Geschlechtskrankheiten zu schützen. Fromms modernes Produkt wurde zum Marktführer im Bereich Kondomherstellung. Nebenher vertrieb er auch andere Gummiprodukte.

## Verbreitung im Ersten Weltkrieg
Im Ersten Weltkrieg kam es zur massenhaften Verbreitung des Kondoms. In den meisten Soldatenbordellen war ungeschützter Geschlechtsverkehr nicht erlaubt, um Soldaten vor Geschlechtskrankheiten zu schützen. Dadurch lernten Millionen Männer das Kondom kennen, das nicht nur dem Schutz der Gesundheit diente, sondern auch ungewollte Schwangerschaften verhindern konnte.

## Expansion in den 1920er Jahren
Die Nachfrage nach Verhütungsmitteln war entsprechend dem Bedürfnis nach Familienplanung am Anfang des 20. Jahrhunderts stark gestiegen und wurde auch durch die sexuell freizügigere Kultur der 1920er Jahre gefördert. Populäre Slogans wie „Wenn’s euch packt, nehmt Fromms Act“ machten den Firmennamen zum Synonym für Kondome schlechthin. Bereits 1919 wurden täglich 150.000 Frommser produziert. Ein Dreierpack kostete damals 72 Reichspfennige.
1922 errichtete Fromm in der Rahnsdorfer Straße im Ortsteil Berlin-Friedrichshagen (heutiger Bezirk Köpenick) eine Kondomfabrik (noch vorhandene Gebäudeteile wurden im Juni/Juli 2007 abgerissen), die bereits 1928 an die Grenzen ihrer Kapazität gelangt war. Zur Erweiterung der Produktionskapazität kaufte Fromm daher 1929 in der Friedrichshagener Straße in Berlin-Köpenick ein 16.000 m² großes Gelände und errichtete dort bis 1930 nach Plänen der Architekten Arthur Korn und Siegfried Weitzmann, die zu jener Zeit zur Avantgarde des Neuen Bauens zählten, ein modernes Fabrikgebäude, welches national und international Beachtung fand. Durch die streng betonte Sachlichkeit und die vorherrschenden Baustoffe Stahl, Beton und Glas schufen sie eine Art Prototyp der modernen Fabrikarchitektur.
Bereits 1926 verfügte die Firma auch über Niederlassungen im Ausland und produzierte 24 Millionen Kondome.

## Arisierung des Betriebes und Exil
Unter der nationalsozialistischen Herrschaft versuchte Fromm, seinen Betrieb weiterzuführen, schaltete Anzeigen, ließ in der Werkskantine eine Hakenkreuzfahne aufhängen und verteilte bei den Olympischen Sommerspielen 1936 in Berlin an die internationalen Gäste einen zweideutigen Nahverkehrsplan.
Fromm experimentierte zusammen mit der I.G. Farben AG in Leverkusen an der Erfindung eines geeigneten synthetischen Gummis, um sich von dem knapper und teurer werdenden Naturkautschuk unabhängig zu machen. Gleichzeitig verbesserte Fromm die Gleitfähigkeit der Kondome und verhinderte durch Beigabe von Talkum, Glimmer und anderen Pulvern das bis dahin lästige Verkleben der zusammengerollten Kondome.
Obwohl er nach der Machtergreifung der Nationalsozialisten 1933 wegen des stärker werdenden Antisemitismus in Deutschland seine Söhne ins Ausland brachte, empfand er die Nazi-Herrschaft nicht als persönliche Bedrohung und glaubte, dass die NSDAP-Herrschaft eine vorübergehende Angelegenheit sei, die ein erfolgreicher Unternehmer im Lande aussitzen könne. 1934 leiteten NS-Behörden allerdings ein betriebswirtschaftliches Verfahren ein, um Fromm die deutsche Staatsbürgerschaft entziehen zu können. Das Gutachten kam aber zu dem Ergebnis, dass sich Fromm als Unternehmer vorbildlich für die Arbeitsbedingungen und die sozialen Belange seiner Mitarbeiter einsetze. Die Behörden fanden auf diesem Wege keine Handhabe gegen Fromm.
Nach den Olympischen Spielen 1936 begann die antisemitische Zeitung Der Stürmer eine Hetzkampagne gegen Julius Fromm und andere jüdische Geschäftsleute. Im Verlauf der Kampagne musste Fromm erkennen, dass sein Verbleiben als Jude in Deutschland ohne Gefahr für Leib und Leben nicht möglich war. Er beauftragte seine Bank, die Reichs-Kredit-Gesellschaft AG, mit dem Verkauf seiner Firma, die einen Wert von etwa acht Millionen Reichsmark (nach heutiger Kaufkraft etwa 120 Millionen Euro) hatte. Der Verkauf wurde aus politischen Gründen verschleppt, und Fromm sah sich gezwungen, den Kaufpreis um 50 % zu reduzieren. Schließlich lehnte das Reichswirtschaftsministerium den Verkauf an einen Käufer nach freier Wahl des Verkäufers ab, und das Frommsche Unternehmen wurde am 4. August 1938 im Rahmen der Arisierung zum Spottpreis von 200.000 Schweizer Franken (118.000 Reichsmark) auf Geheiß von Hermann Göring an dessen Patentante Elisabeth Edle von Epenstein-Mauternburg zwangsverkauft. Göring erhielt für dieses Geschäft von der Baronin unter anderem die Burgen Veldenstein und Mauterndorf. Julius Fromm konnte Deutschland nach dem Zwangsverkauf seines Unternehmens verlassen und emigrierte mit seiner Familie nach London, wo er 62-jährig – nur wenige Tage nach dem Kriegsende in Europa – verstarb.

## Nach 1945

Logo der eingetragenen Wort-Bild-Marke

Fromm beabsichtigte offenbar, nach Kriegsende nach Deutschland zurückzukehren und sein Eigentum wieder zu übernehmen, wie es ihm als Opfer der Nazidiktatur zustand, verstarb jedoch, ehe er die Reise antreten konnte. Nach Kriegsende versuchte sein Bruder Siegmund, das Unternehmen von der sowjetischen Militärverwaltung zurückzuerhalten. Da die Frommschen Fabriken (das Köpenicker Werk war bei Luftangriffen 1943 und 1945 zerstört worden) im sowjetischen Sektor Berlins lagen, hintertrieben die regierenden deutschen Kommunisten in der Berliner Stadtverwaltung die Wiedereinsetzung der alten Gesellschafter und die Rückführung in Privateigentum. Fromm wurde unter anderem als „kapitalistischer Ausbeutertyp“ dargestellt. Außerdem wurde ihm aktive Unterstützung nationalsozialistischer Propaganda unterstellt. Schließlich wurde behauptet, dass Fromm sein Unternehmen als gutes Devisengeschäft freiwillig an die Nationalsozialisten verkauft habe.
Vier Jahre nach Fromms Tod wurde per Verwaltungsakt am 2. Dezember 1949 die Frommsche Gummiwerke GmbH durch den Magistrat von Groß-Berlin in Volkseigentum überführt. Grundlage bildete das Gesetz zur Einziehung von Vermögenswerten der Kriegsverbrecher und Naziaktivisten vom 8. Februar 1949. Ein neuer Antrag der Erben Fromms auf Rückübereignung wurde 1951 abgelehnt. Trotzdem findet sich im Ost-Berliner Adressbuch des Jahres 1950 noch ein Auslieferungslager der Fromms Act Gummiwerke in der Hufelandstraße 34, Prenzlauer Berg (NO 55), das offenbar von einer Privatperson (Fritz Köppen) betrieben wurde.
1947 kaufte Julius Fromms zweiter Sohn Herbert die Rechte am Markennamen von einem Vetter Görings zurück und schloss zwei Jahre später mit der Bremer Hanseatischen Gummiwarenfabrik einen Lizenzvertrag. Seitdem werden am Produktionsstandort Zeven (Niedersachsen) Kondome unter dem Markennamen Fromms hergestellt. 1967 übernahm die zur französischen Hutchinson-Gruppe gehörende Mapa GmbH die Frommsche Fabrik.
Der Begriff Fromms bzw. Frommser für Kondome war noch jahrzehntelang umgangssprachlich in Deutschland gebräuchlich, wurde jedoch durch neue umgangssprachliche Wörter für Kondome langsam verdrängt.

## Ehrungen
- Am 18. Oktober 2014 ließen Nachkommen und Historiker am Ort der letzten Frommschen Kondom-Fabrik, in der Friedrichshagener Straße in Berlin-Köpenick, den in der Einleitung gezeigten Stolperstein von Gunter Demnig zu Ehren von Julius Fromm in einem öffentlichen Akt verlegen.[11][12]
- Am 8. September 2023 wurden hier zwei Gedenktafeln für Julius Fromm enthüllt.[13]

## Zitate
- Schreiben Sie: Die Konkurrenz platzt. Julius Fromm zu seinem Werbechef angesichts eines bereits 90-prozentigen Marktanteils.[14]
- Unsere Spezialmarken Fromms Act nennen sich nicht nur transparent, sie sind tatsächlich transparent. Werbe-Aussage der Firma Fromms von 1932[15]